# Bakeridesia amoena
Bakeridesia amoena är en malvaväxtart som beskrevs av Paul Arnold Fryxell. Bakeridesia amoena ingår i släktet Bakeridesia och familjen malvaväxter. Inga underarter finns listade i Catalogue of Life.